# Wettbörse
Eine Wettbörse (Betting-Exchange) ist ein Prognosemarkt. Prinzipiell funktioniert eine Wettbörse wie eine Sportwette zwischen zwei Fußballfans, die über das Ergebnis einer kommenden Fußballpartie wetten. Wollen die beiden auf ihre jeweiligen Tipps wetten, übernimmt eine Wettbörse die Funktion des Treuhänders. Für seine erbrachte Dienstleistung nimmt der Wettbörsen-Anbieter üblicherweise anteilsmäßig kleine Abzüge auf erzielte Gewinne vor. Unterlegene Wetter verlieren nur ihre Einsätze.
Im Gegensatz zum Quoten-Angebot klassischer Buchmacher tippen auf Wettbörsen Privatpersonen gegeneinander und geben selbst die Quoten an, für die sie bereit sind, eine Wette zu akzeptieren. Dabei wird sowohl für das Eintreten eines bestimmten Ereignisses gewettet (= Back-Wette) als auch dagegen (= Lay-Wette).
Auf jenen Wettbörsen, bei denen sehr viel Betrieb herrscht, gibt es ein breitgefächertes Wettangebot von den Begegnungen der deutschen Fußball-Regionalligen über Gesellschafts- und Politikwetten bis zur Entwicklung des Dow Jones. Nicht selten werden höhere Quoten als bei Buchmachern angeboten, da letztere eine gewisse Gewinnmarge in die von ihnen offerierten Quoten einrechnen.
Wettbörsen können auch zu Prognosezwecken verwendet werden, zum Beispiel für den Ausgang politischer Wahlen, siehe Prognosemarkt.